# Boréal-express
Pour les articles homonymes, voir Boréal.
Boréal-express (titre original en anglais The Polar Express) est un livre pour enfant publié en 1985, écrit et illustré par Chris Van Allsburg, professeur à l'École de design de Rhode Island. Il a remporté en 1986 la médaille Caldecott.
Cet ouvrage a été adapté au cinéma en 2004 par Robert Zemeckis sous le nom Le Pôle express, film qui fut nommé aux Oscars dans la catégorie des films d'animation.